# 尤瓦爾·哈拉瑞
尤瓦爾·諾瓦·哈拉瑞（希伯來語：יובל נח הררי，1976年2月24日—），以色列歷史學家。

## 早年生活
哈拉瑞於1976年生於以色列海法。 他的家庭是一個世俗的猶太家庭。 他的父親是一名國家僱傭的軍備工程師，他的母親是一名辦公室管理員。哈拉瑞三歲時自學讀書。 他從 8 歲起就在海法的 Leo Baeck 教育中心的智力天才兒童班學習。 作為 Atuda 計劃的一部分，他推遲了在以色列國防軍的義務兵役以繼續大學學習，但由於健康問題，他在學習後被免於完成兵役。 他17歲開始在耶路撒冷希伯來大學學習歷史和國際關係。

## 學術生涯
1993年至1998年，哈拉瑞在耶路撒冷希伯來大學攻讀中世紀歷史和軍事史。 他完成了哲學博士學位。 2002 年在牛津大學耶穌學院獲得學位，師從斯蒂文·冈恩。從2003年到 2005 年，他作為 Yad Hanadiv Fellow 從事歷史學博士後研究。 在牛津大學期間，哈拉瑞第一次接觸到賈德·戴蒙的著作，他承認戴蒙對他自己的寫作產生了影響。 在博古睿研究所的一次沙龍中，哈拉瑞說戴蒙的《槍炮、病菌與鋼鐵》“對我來說是我學術生涯中的一種頓悟。 我意識到我真的可以寫這樣的書。”

## 個人生活
- 他有一位男性配偶（Itzik Yahav），他們於2002年相識，並在加拿大多倫多登記結婚。
- 截止2021年5月，他不使用智能手机。

## 著作

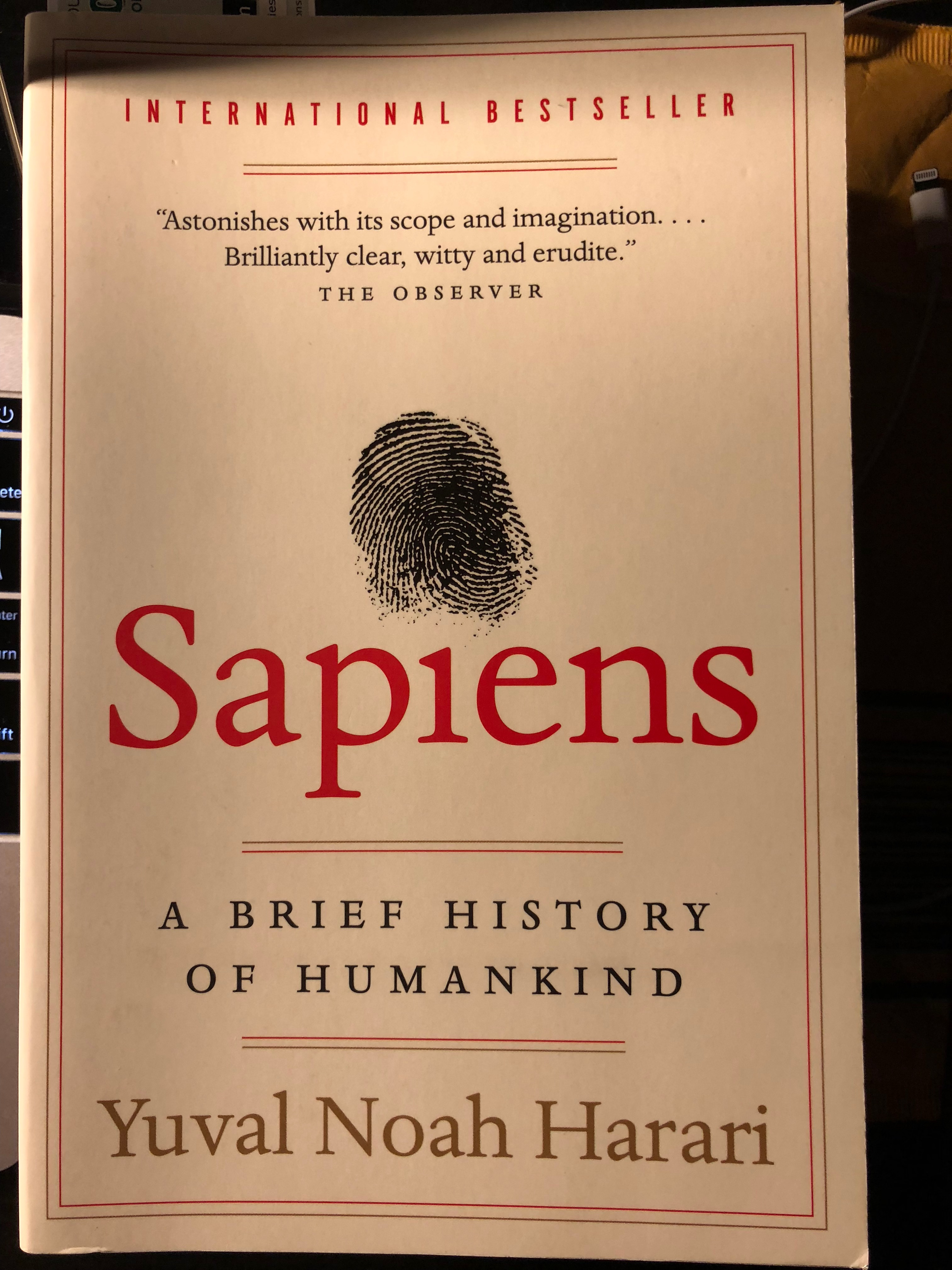
英文版《人類大歷史》書影

### 英文著作
- Renaissance Military Memoirs: War, History and Identity, 1450–1600 (Woodbridge: Boydell & Brewer, 2004), ISBN 978-184-383-064-1
- Special Operations in the Age of Chivalry, 1100–1550 (Woodbridge: Boydell & Brewer, 2007), ISBN 978-184-383-292-8
- The Ultimate Experience: Battlefield Revelations and the Making of Modern War Culture, 1450–2000 (Houndmills: Palgrave-Macmillan, 2008),[7]ISBN 978-023-058-388-7
- Sapiens: A Brief History of Humankind (London: Harvill Secker, 2014) ISBN 978-006-231-609-7
- Homo Deus: A Brief History of Tomorrow (2016), ISBN 978-1910701881
- 21 Lessons for the 21st Century (2018)
  - Nexus: A Brief History of Information Networks from the Stone Age to AI, (Fern Press, 2024), ISBN 978-1911717089

### 中文譯本
- 林俊宏／譯：（台北：天下文化，2014）；簡體字版，《人类简史》，北京：中信出版社，2014）
- 林俊宏／譯：（台北：天下文化，2017）；簡體字版，《未来简史》，北京：中信出版社，2017）
- 林俊宏／譯：（台北：天下文化，2018）；簡體字版，《今日简史》，北京：中信出版社，2018）